# Soul Sphere
Soul Sphere es el cuarto álbum de estudio de la banda estadounidense de metal progresivo Born of Osiris. Fue lanzado el 23 de octubre de 2015 a través de Sumerian Records.

## Lista de canciones
| N.º | Título                                          | Duración |  |
| 1.  | «The Other Half of Me»                          | 3:32     |  |
| 2.  | «Throw Me in the Jungle»                        | 3:36     |  |
| 3.  | «Free Fall»                                     | 4:09     |  |
| 4.  | «Illuminate»                                    | 4:45     |  |
| 5.  | «The Sleeping and the Dead»                     | 3:42     |  |
| 6.  | «Tidebinder»                                    | 4:21     |  |
| 7.  | «Resilience»                                    | 3:50     |  |
| 8.  | «Goddess of the Dawn»                           | 3:23     |  |
| 9.  | «The Louder the Sound, the More We All Believe» | 3:27     |  |
| 10. | «Warlords»                                      | 4:09     |  |
| 11. | «River of Time»                                 | 3:22     |  |
| 12. | «The Composer»                                  | 4:28     |  |

## Posicionamiento en lista
| Lista (2015)                   | Posición |
| ------------------------------ | -------- |
| Estados Unidos (Billboard 200) | 67       |

## Personal
Born of Osiris
- Ronnie Canizaro – voz principal
- Lee McKinney – guitarras
- David Da Rocha – bajo
- Joe Buras – teclados, voz
- Cameron Losch – batería